# Selim al-Hoss
Selim Ahmed Hoss (Beirut, 20 de diciembre de 1929-Beirut, 25 de agosto de 2024) fue un político libanés. Primer ministro del Líbano y miembro del Parlamento durante mucho tiempo en representación de su ciudad natal, Beirut. Era considerado un tecnócrata.

## Biografía
Hoss nació en una familia musulmana sunita en Beirut en 1929. Recibió su licenciatura en economía de la Universidad Americana de Beirut y un doctorado en negocios y economía de la Universidad de Indiana en los Estados Unidos.
Estaba casado con Leila Pharaoun, una cristiana maronita que se convirtió al islam al final de su vida para ser enterrada junto a su esposo en un cementerio musulmán, según una entrevista de 2000 con Hoss. Se convirtió al islam chiita para dar una herencia igual a sus hijos.

## Trayectoria
Se desempeñó como primer ministro del Líbano en cuatro ocasiones. El primero fue desde 1976 hasta 1980 durante los primeros años de la Guerra Civil Libanesa. Su segundo mandato, y el más controvertido, fue de 1987 a 1989, cuando en 1988 se autoproclamó inconstitucionalmente primer ministro pero fue reconocido por muchas naciones y estadistas de la comunidad internacional. El-Hoss fue elegido por tercera vez para servir como primer ministro por el presidente Elias Hrawi desde noviembre de 1989 hasta diciembre de 1990. Se desempeñó como primer ministro nuevamente desde diciembre de 1998 a octubre de 2000. Un frágil Hoss dimitió como primer ministro, declarando el fin de su carrera política.[cita requerida]
Después de perder su escaño parlamentario ante un candidato previamente desconocido que se postuló con el ex primer ministro Rafik Hariri en las elecciones generales de 2000, un frágil Hoss renunció como primer ministro, declarando el fin de su carrera política. 
En marzo de 2005, fue considerado candidato para formar un nuevo gobierno tras la dimisión de Omar Karami (nuevo primer ministro), pero, según informes, se negó a aceptar el puesto por motivos de salud; Posteriormente se nombró a Najib Mikati.  Durante sus dos últimos mandatos como primer ministro, también fue ministro de Relaciones Exteriores. 
Fue miembro de la conferencia antiimperialista Axis for Peace. Hoss era un firme opositor a la pena capital y, durante su mandato como primer ministro, se negó a firmar ninguna orden de ejecución, deteniendo temporalmente las ejecuciones en el Líbano, que siguen siendo raras. 
De enero a septiembre de 1988 boicoteó las reuniones de su propio gabinete, en protesta contra las políticas del presidente Amine Gemayel. El 22 de septiembre se negó a aceptar su destitución en favor del general Michel Aoun, un cristiano maronita. La crisis se precipitó por el hecho de que la Asamblea Nacional no eligió un nuevo presidente (un cargo tradicionalmente reservado para un maronita).
Dado que la constitución libanesa establece que en caso de una vacante presidencial, el presidente saliente nombrará un primer ministro temporal para actuar como presidente, el presidente saliente Gemayel decidió nombrar al comandante del ejército maronita Michel Aoun para ese cargo, a pesar de la tradición de reservarlo para un Musulmán suní. Al-Hoss se negó a ceder el puesto de primer ministro a Aoun, por lo que los dos terminaron encabezando administraciones rivales; Con Aoun ocupando el palacio presidencial en Baabda, Hoss estableció su propia oficina en el oeste de Beirut, dominado por musulmanes. 
El Líbano quedó así sin presidente y con dos gobiernos rivales: uno constitucional y otro reconocido por muchos estados. Sin embargo, aunque Siria, que en ese momento ocupaba gran parte del Líbano, apoyó a Hoss, y aunque el gabinete de Hoss ya estaba en funcionamiento, la mayor parte de la comunidad internacional se ocupó de las administraciones de ambos lados de la Línea Verde y reconoció a ambos como primeros ministros del Líbano, aunque, constitucionalmente hablando, Aoun era el primer ministro designado legalmente y el presidente interino del Líbano.
Pronto surgió un violento conflicto entre los dos primeros ministros por la negativa de Michel Aoun a aceptar la presencia de tropas sirias en el Líbano. En competencia con Aoun, Hoss permaneció como presidente en funciones desde 1988 hasta el 5 de noviembre de 1989, cuando René Moawad asumió el cargo. Cuando Moawad fue asesinado diecisiete días después, Hoss retomó su papel como presidente interino durante dos días, momento en el que Elias Hrawi fue elegido para suceder a Moawad.
En 1990, la guerra civil terminó cuando Aoun se vio obligado a rendirse tras un ataque al palacio presidencial por parte de las fuerzas militares sirias y libanesas. Posteriormente, Hoss dimitió como primer ministro, a favor de Omar Karami.